# Молдовсько-швейцарські відносини
Молдово-швейцарські відносини — дипломатичні, економічні та інші відносини між Молдовою та Швейцарією. Дипломатичні відносини встановлено 2 вересня 1992.
Молдова представлена в Швейцарії через посольство при ООН в Женеві.
Швейцарія представлена в Молдові через  посольство в Києві (Україна) та почесне консульство в Кишиневі.
З 1992 високопоставлені представники Молдови відвідували Швейцарію, щоб обговорити покращення двосторонніх відносин. Значну допомогу Молдові надала Швейцарія. 
У квітні 1992 швейцарський військовий аташе в Москві заявив, що Швейцарія має намір налагодити зв'язки між швейцарськими та молдовськими військовими установами та допомогти Молдові у зміцненні обороноздатності. 
У січні 1999 президент Молдови Петро Лучинский відвідав Швейцарію і заявив про прогрес у розширенні двосторонніх відносин між двома країнами. 
У жовтні 2006 Надзвичайний і Повноважний Посол Швейцарії в Молдові Крістіан Феслер заявив, що Швейцарія підтримує  євроінтеграційні  зусилля Молдови та сподівається на мирне врегулювання придністровського конфлікту. 
У червні 2008 віце-прем’єр Молдови та міністр закордонних справ та європейської інтеграції Андрій Стратан відвідав Швейцарію та зустрівся з високопоставленими чиновниками, щоб обговорити покращення двосторонніх відносин, включаючи візові домовленості та спільні зусилля у соціальній, туристичній та освітній сферах. Вони відзначили плани відкриття посольства Швейцарії в Кишиневі . 
У грудні 2008 Валерій Осталеп, заступник міністра закордонних справ Молдови, відвідав Швейцарію та зустрівся з високопосадовцями, щоб обговорити можливості покращення економічних відносин. 
Станом на 2008 Молдова та Швейцарія підписали десяток угод, половина з яких були економічними.
У 1996 повідомлялося, що швейцарсько-американська програма мікропідприємств надала кошти на невеликі позики для допомоги мікропідприємствам Молдови.  Державний секретаріат Швейцарії з економічних питань надав фінансування проекту  у 2005 році, щоб допомогти Міністерству економіки та торгівлі Молдови підвищити рівень прямих іноземних інвестицій. 
Швейцарське агентство з розвитку та співробітництва (SDC) діє в Молдові з 2000, надаючи гуманітарну допомогу.  SDC надав підтримку Міжнародній організації з міграції у 2001 році, щоб розпочати програму реінтеграції для жертв торгівлі жінками.   З 2005 року в Молдові діє організаціяTerre des hommes у Лозанні. Данна Організація  надає підтримку та підготовку органів влади щодо захисту дітей, яким загрожує батьківська недбалість, зловживання, експлуатація та торгівля людьми.  З 2006 року Швейцарський тропічний інститут надає допомогу Молдові в покращенні перинатального лікування. 

## Економічні відносини
Швейцарія є 14-м найбільш важливим торговим партнером Молдови. 
У липні 2000 президент швейцарської авіакомпанії Crossair зустрівся з президентом Молдови Петру Лучинським і висловив готовність продовжити партнерство з державною Молдова, а також взяти участь у приватизації Air Moldova. Уряд Молдови також веде переговори зі швейцарською компанією Militzer & Münch про концесію на управління Молдавською національною залізничною компанією.  Ален Бенеш із Секретаріату економіки МЗС Швейцарії в інтерв'ю заявив, що для швейцарського бізнесу в Молдові є багато можливостей. 
У грудні 2008 молдавські підприємці у Швейцарії взяли участь у форумі, який був  організованим нещодавно створеною Торгово-промисловою палатою Швейцарії та Молдови. На нього були запрошені доповідачі П'єр-Франсуа Унгер, міністр економіки та охорони здоров'я кантону Женева та міністр фінансів Молдови Маріан Дурлештяну. 

## Різне
У червні 2003 швейцарський парламентар Рут-Габі Вермот-Манголд представила Раді Європи звіт про торгівлю органами, в якому були докази, зібрані в Молдові. Це спонукало владу Швейцарії розглянути нове законодавство, для того, щоб запобігти зловживанню донорством органів. 